# Fingal's Cave
La cova de Fingal (en anglès: Fingal's Cave) és una cova marina d'Escòcia situada a l'illot de Staffa, a l'arxipèlag de les Hèbrides Interiors, que forma part d'una reserva natural. Està formada per basalt hexagonal, similar en estructura a la Calçada dels Gegants a Irlanda del Nord, amb qui comparteix el mateix origen de flux de lava. La seva grandària, el seu sostre d'arcs naturals i els esgarrifosos sons produïts pels ressons de les ones li donen l'ambient d'una catedral natural. El nom gaèlic de la gruta, Uamh-Binn, significa "gruta de la melodia".
La cova va ser descoberta al segle xviii pel naturalista Sir Joseph Banks l'any 1772. La va anomenar com Gruta de Fingal (Fingal's Cave), ja que Fingal (Fionn mac Cumhaill) va ser l'heroi epònim d'un poema escrit pel poeta i historiador escocès James Macpherson).) through a misapprehension of the name which in old Gaelic would appear as Finn. La composició de Mendelssohn, l'obertura Die Hebriden ("Les Hèbrides" op.26), inspirada en els ressons de la gruta, rep popularment aquell nom.

## Dimensions
- Wood-Nuttall Encyclopaedia, 1907: 69 m (227 ft) deep, 20 m (66 ft) high.[5]
- National Public Radio: 45 m (150 ft) deep; 22 m (72 ft) high.[6]
- Show Caves of the World: 85 m (279 ft) deep; 23 m (75 ft) high.[1]

## Galeria

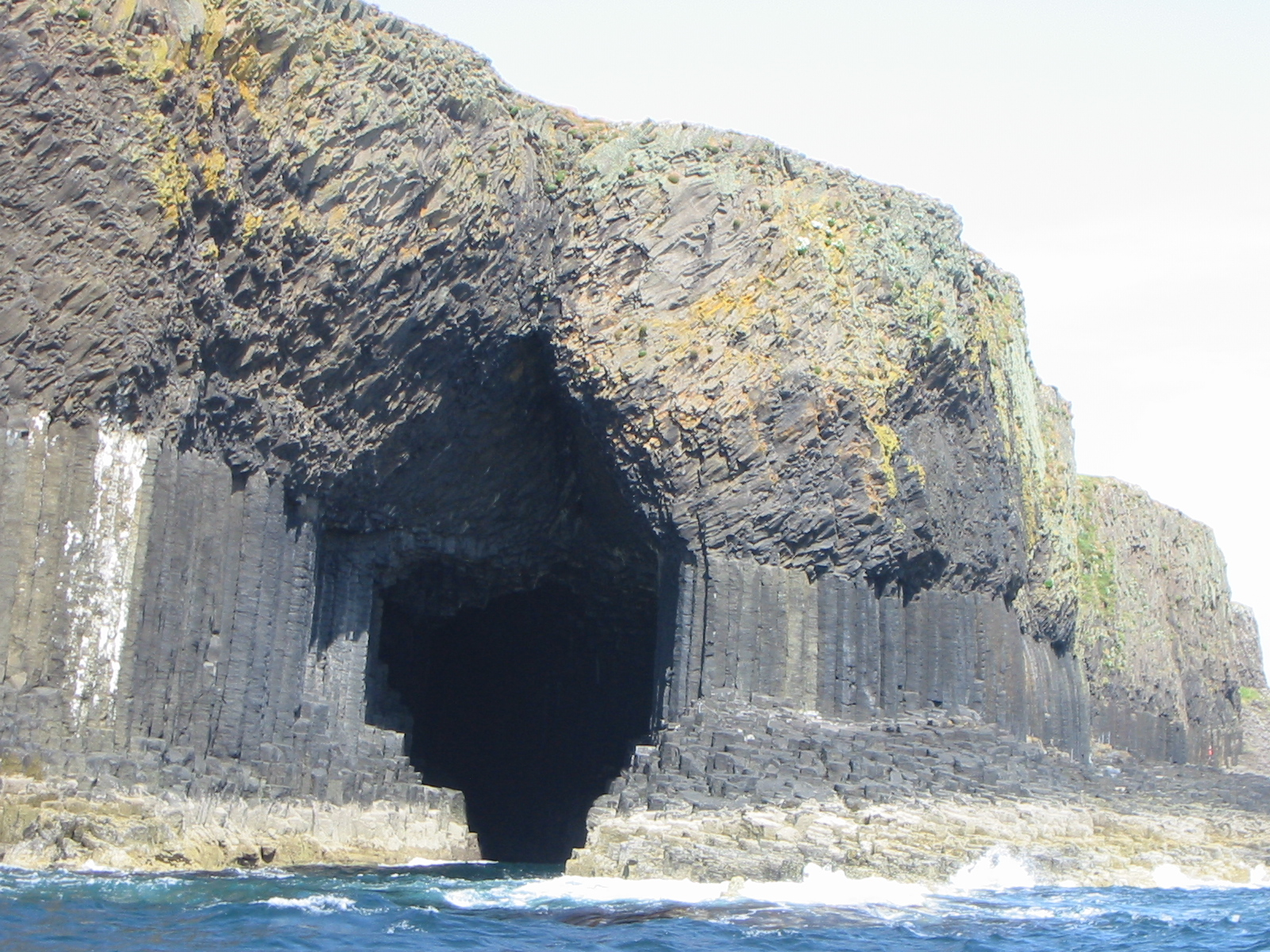
Entrada de la cova, 2004
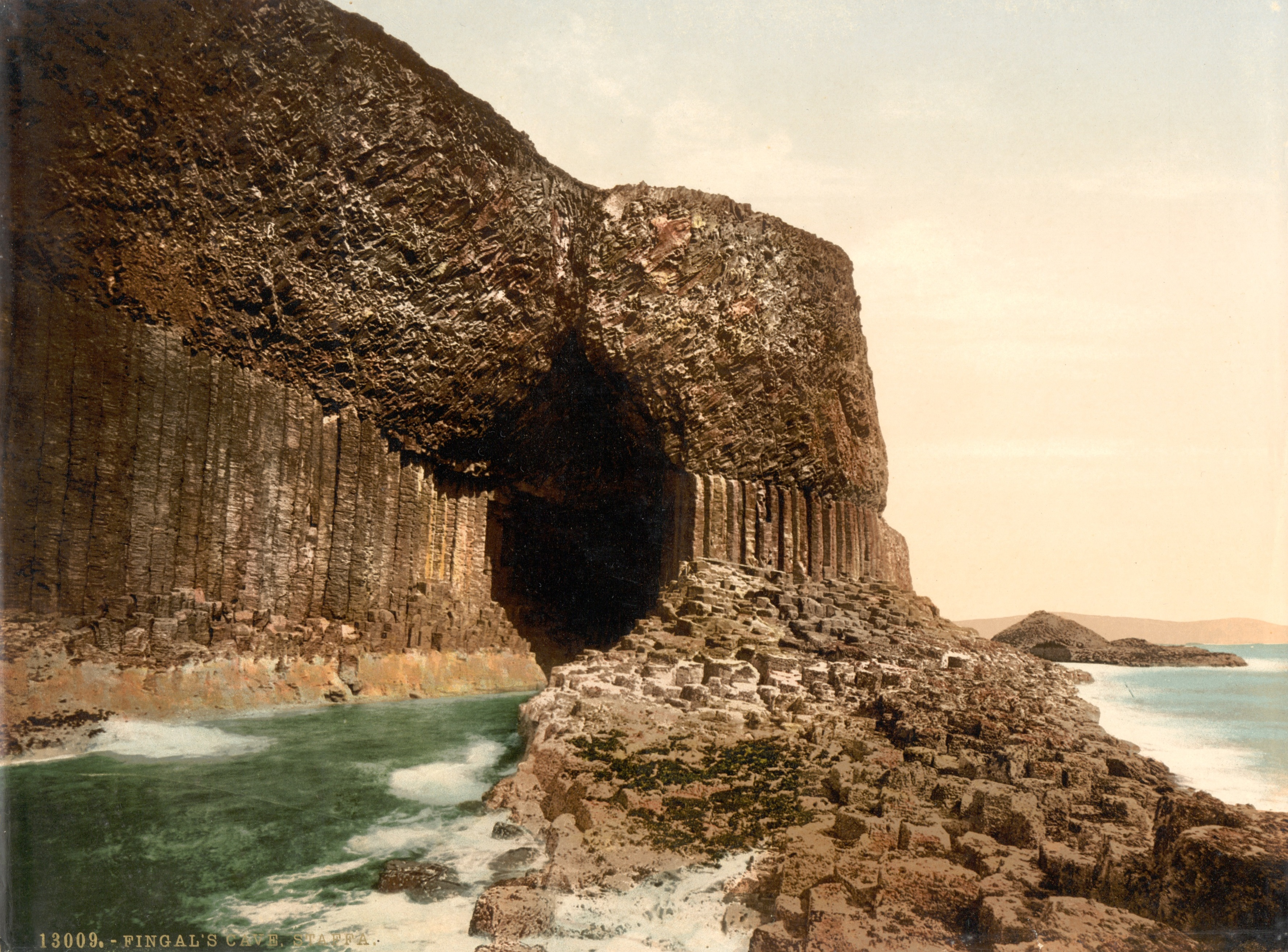
Entrada de la cova, 1900
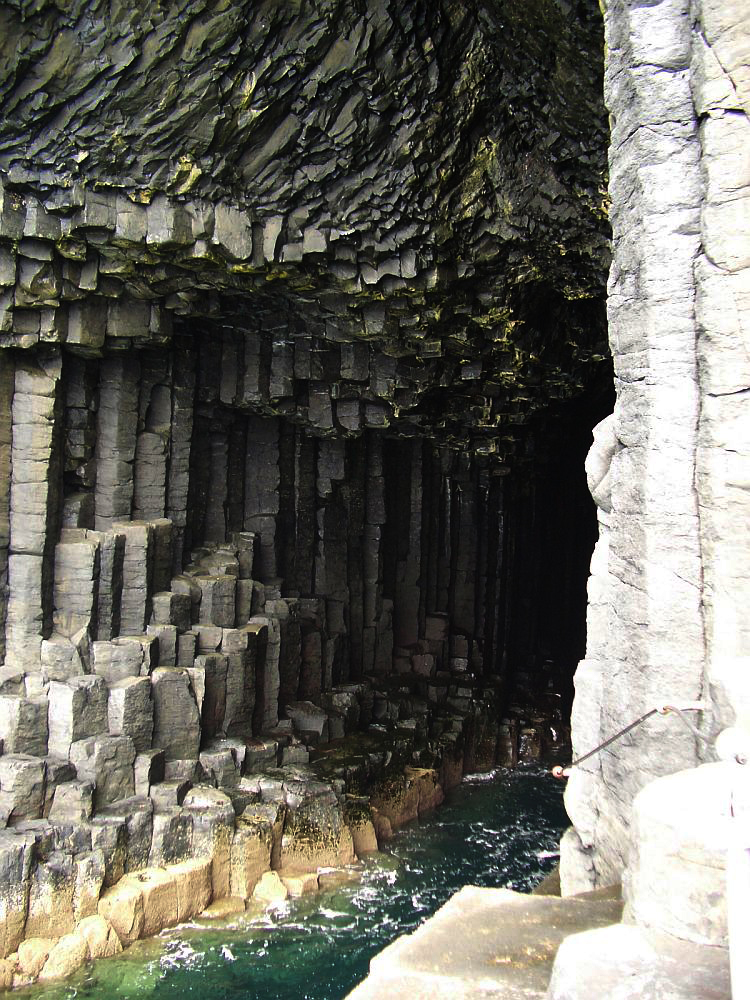
Uaimh-Binn
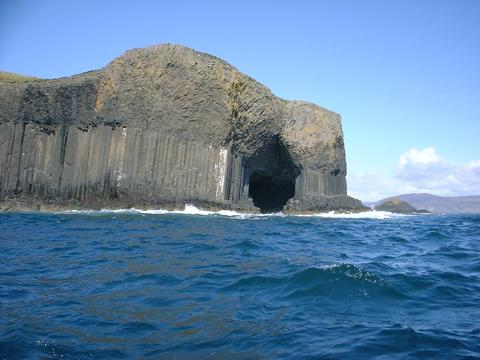
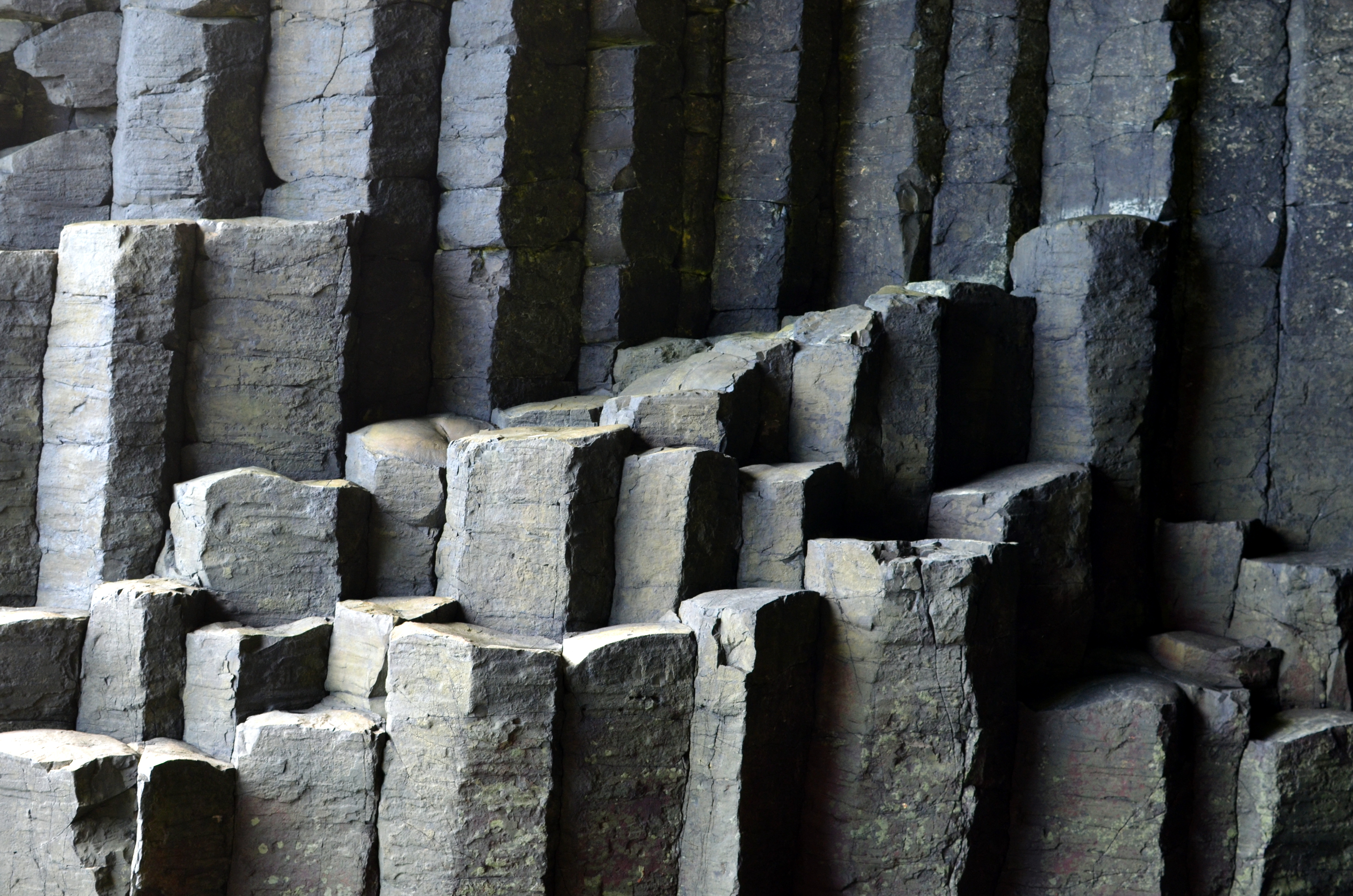
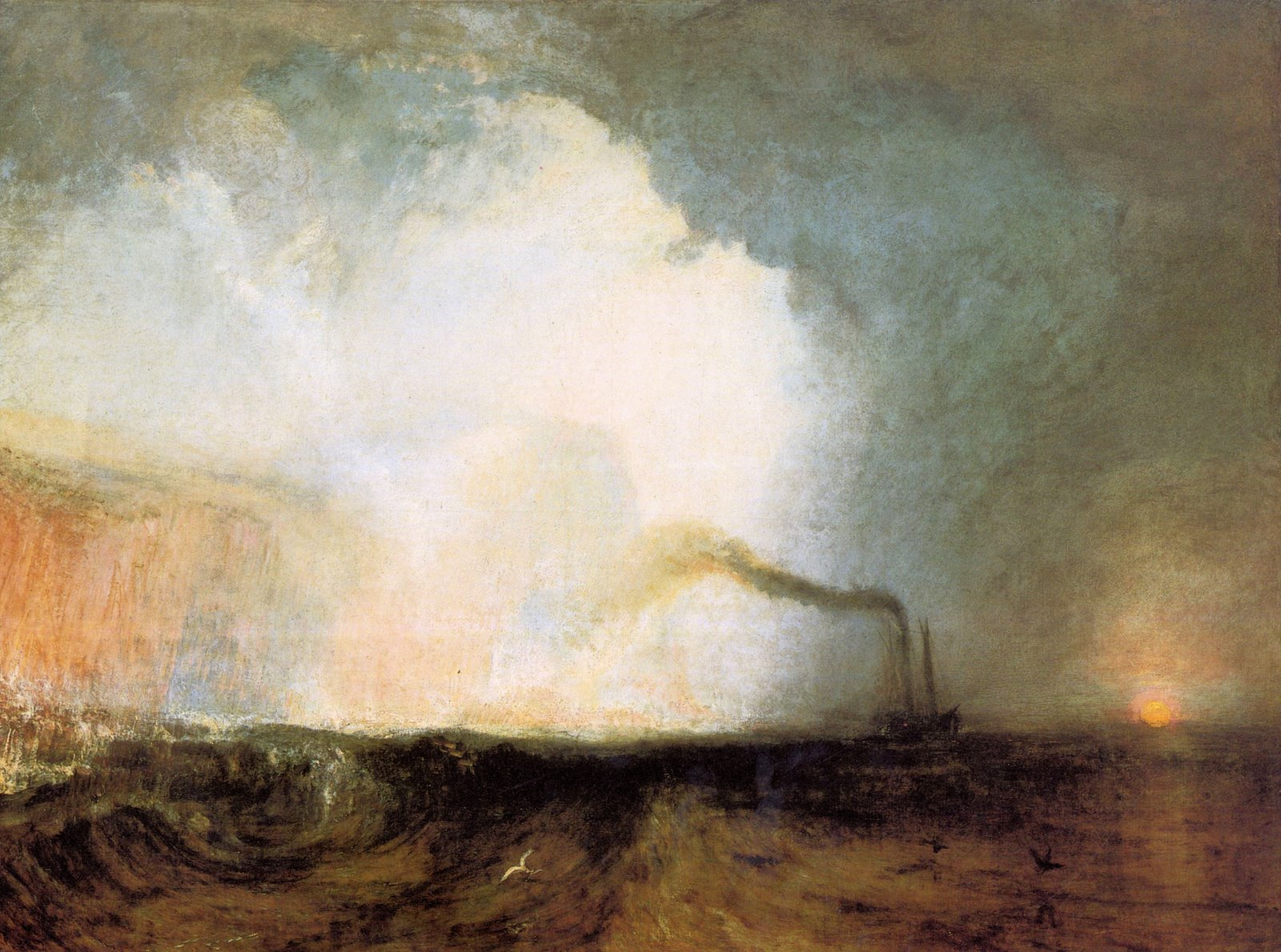